# Air Putih (Mentok)
Air Putih is een plaats in het bestuurlijke gebied Bangka Barat in de provincie Bangka-Belitung, Indonesië. De plaats telt 4367 inwoners (volkstelling 2010).